# Громов, Юрий Фёдорович
Юрий Фёдорович Громов (1938 — 1999) — советский хоккеист, защитник, нападающий. Мастер спорта СССР.

## Биография
12 сезонов (1955/56 — 1966/67) провёл в команде класса «А» «Химик» Воскресенск. В конце карьеры играл за клубы второй лиги «Шахтёр» Прокопьевск (1967/68) и «Металлург» Череповец (1968/69 — 1969/70).